# Paraje de Ambasaguas

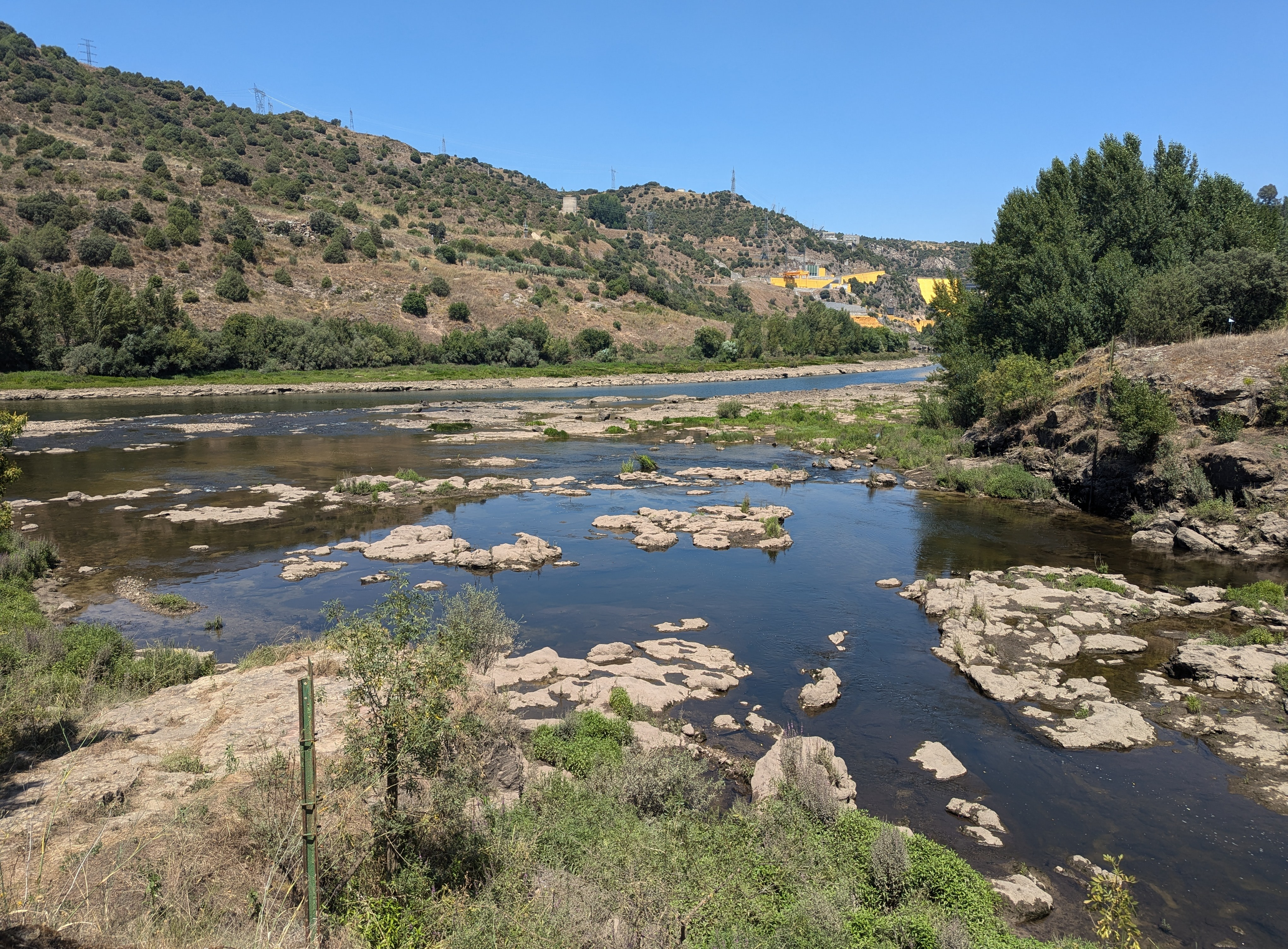
Vista del lugar donde el Tormes desemboca en el Duero. Al fondo, la presa de Bemposta

El paraje de Ambasaguas está localizado en el límite fronterizo con Portugal, al noroeste de la provincia de Salamanca y al suroeste de la provincia de Zamora, en Castilla y León, España.
Se sitúa dentro del parque natural de Arribes del Duero, concretamente entre los municipios de Fermoselle y Villarino de los Aires. Recibe este nombre por ser el lugar donde el río Tormes vierte sus aguas al Duero.
Desde este paraje se puede divisar, casi a tiro de piedra la presa de Bemposta, la cual pertenece a Portugal. Este lugar tiene un gran valor ecológico donde pueden recorrerse multitud de pequeños senderos paralelos al río o, incluso, cuando los ríos tienen escaso caudal en verano, cruzar el río andando hacia Zamora, Salamanca o Portugal. Esto último, claro está, siempre que no se escuche la sirena de la presa de Bemposta anunciando la suelta inminente de agua desde su embalse.
- Datos: Q6061033